# Köttsoppa

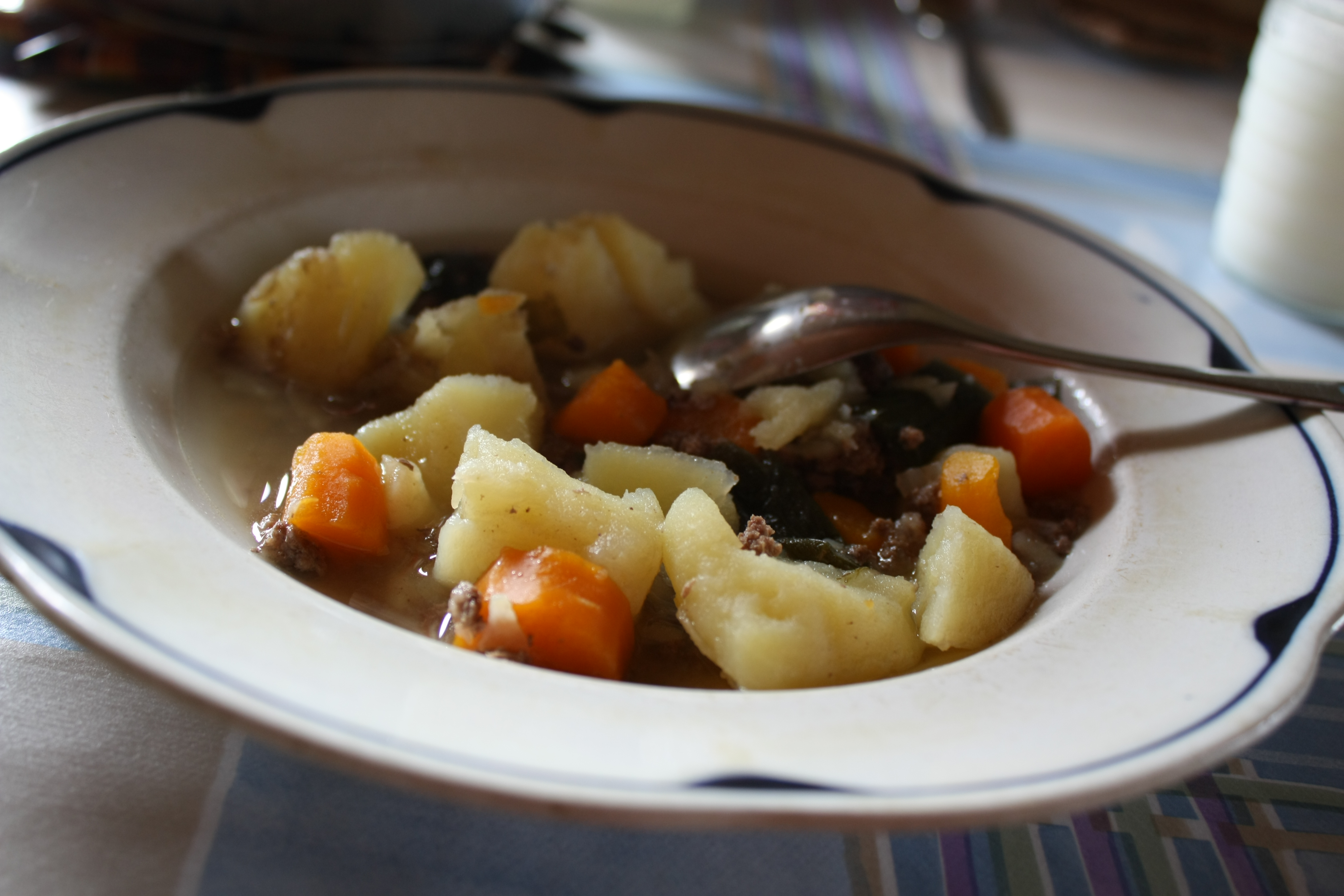
Köttsoppa

Köttsoppa är en soppa gjord på kött och rotfrukter. Köttet, och benen som buljongen görs på, är huvudsakligen nötkött, oxkött, samt ibland fläskkött, renkött eller älgkött. Vanligen använda rotfrukter kan vara morötter, potatisar, selleri, palsternackor, kålrötter och rovor. Purjolök, timjan, peppar och lagerblad används ofta som krydda. Köttet och rotfrukterna skärs i tärningar och kokas mjuka. 
Soppan drygas ibland ut med klimp.